# Scorpaena bulacephala
Scorpaena bulacephala — вид скорпеноподібних риб роду Скорпена (Scorpaena) родини скорпенових (Scorpaenidae).

## Поширення
Вид зустрічається на заході Тихого океану біля островів Норфолк, Лорд-Гав та Нова Каледонія.

## Опис
Риба дрібного розміру, завдовжки до 8,8 см.

## Спосіб життя
Це морський, субтропічний, демерсальний вид, що мешкає на піщаному дні на глибині 86-113 м. Активний хижак, що живиться дрібною рибою та ракоподібними.